# Stethorus caseyi
Stethorus caseyi är en skalbaggsart som beskrevs av Gordon och Chapin 1983. Stethorus caseyi ingår i släktet Stethorus och familjen nyckelpigor. Inga underarter finns listade i Catalogue of Life.